# Kemuel Worship: Filhos
Kemuel Worship: Filhos é o primeiro álbum ao vivo do grupo musical brasileiro Kemuel, lançado no dia 4 de agosto de 2019 pela Sony Music Brasil.

## Produção
Na noite de 21 de maio de 2019 foi gravado o Kemuel Worship: Filhos, em um cenário moderno e um palco 360, Kemuel reuniu quase 2 mil pessoas na Bola de Neve de Santo André, no ABC Paulista. Em 2022, a Pro-Música Brasil certificou a música "Aba", com participação de Ton Carfi, com um Disco de Diamante. 

## Lista de faixas
| Edição padrão  |                                    |         |  |
| N.º            | Título                             | Duração |  |
| 1.             | "O Teu Amor"                       | 5:14    |  |
| 2.             | "Me Lembro (part. Gabriela Rocha)" | 8:56    |  |
| 3.             | "Aba (part. Ton Carfi)"            | 5:48    |  |
| 4.             | "Quietude"                         | 6:45    |  |
| 5.             | "Jericó"                           | 13:48   |  |
| Duração total: | Duração total:                     | 39:11   |  |

## Prêmios e indicações
| Ano  | Prêmio                  | Categoria     | Trabalho | Resultado |
| ---- | ----------------------- | ------------- | -------- | --------- |
| 2019 | Troféu Gerando Salvação | Música do Ano | "Aba"    | Indicado  |
| 2019 | Troféu Gerando Salvação | Feat. do Ano  | "Aba"    | Indicado  |